# Graafschappen van Schotland
Schotland is traditioneel verdeeld in counties of graafschappen. Alhoewel thans een andere bestuurlijke verdeling in voege is, zijn de graafschappen nog zeer populair in het spraakgebruik en worden ze nog gebruikt door de post.

## Voor 1890
| Graafschappen van Schotland voor 1890 | |  |
| 1. Caithness 2. Sutherland 3. Ross 4. Cromarty 5. Inverness 6. Nairn 7. Elgin 8. Banff 9. Aberdeen 10. Kincardine 11. Forfar 12. Perth 13. Argyll 14. Bute 15. Ayr 16. Renfrew 17. Dumbarton 18. Stirling | 1. Clackmannan 2. Kinross 3. Fife 4. Linlithgow 5. Edinburgh 6. Haddington 7. Berwick 8. Roxburgh 9. Dumfries 10. Kirkcudbright 11. Wigtown 12. Lanark 13. Selkirk 14. Peebles Niet op de kaart: Zetland (Shetland) Orkneyeilanden |  |

## Van 1890 tot 1975
In 1890 werd de bestuurlijke indeling gerationaliseerd en werden een aantal enclaves en exclaves weggewerkt. Tot 1975 was volgende verdeling in voege:
| Graafschappen van Schotland 1890-1975 | |  |
| 1. Caithness 2. Sutherland 3. Ross and Cromarty 4. Inverness-shire 5. Nairnshire 6. Moray 7. Banffshire 8. Aberdeenshire 9. Kincardineshire 10. Angus (Forfarshire tot 1928) 11. Perthshire 12. Argyll 13. Bute 14. Ayrshire 15. Renfrewshire 16. Dunbartonshire 17. Stirlingshire | 1. Clackmannanshire 2. Kinross-shire 3. Fife 4. East Lothian (Haddingtonshire tot 1921) 5. Midlothian (County of Edinburgh tot 1921) 6. West Lothian (Linlithgowshire tot 1921) 7. Lanarkshire 8. Peeblesshire 9. Selkirkshire 10. Berwickshire 11. Roxburghshire 12. Dumfriesshire 13. Kirkcudbrightshire 14. Wigtownshire Niet op de kaart: Zetland (Shetland) Orkneyeilanden |  |

## Recente onderverdelingen
- Van 1975 tot 1996 was Schotland verdeeld in regio's.
- Sinds 1996 is de bestuurlijke indeling gebaseerd op raadsgebieden (council areas).
- Lieutenancy areas worden gebruikt voor ceremoniële doeleinden. Zij stemmen ongeveer - maar niet helemaal - overeen met de graafschappen.